# Anorthosis Famagusta
Anorthosis Famagusta FC (griechisch Ανόρθωση Αμμοχώστου Anórthosi Ammochóstu, deutsch „Wiederaufrichtung von Ammochostos“) ist ein zyprischer Fußballverein, der ursprünglich aus Famagusta stammt, zurzeit aber in Larnaka spielt.

## Geschichte

### Gründungsphase
Am 30. Januar 1911 wurde in Famagusta die Gründung der Anorthosis vorgeschlagen und vollendet. Dies waren die ersten Schritte auf einem schwierigen Weg, der zu einer deutlichen Öffnung führen sollte. Die energische Präsenz von Eleftherios Venizelos auf der politischen Bühne und die endlosen Bemühungen um Verbesserungen in Griechenland ließen die Griechen auf Zypern nicht unberührt, die für ihre eigene Reformation gegen die Kolonisten kämpften. In diesem nationalen Enthusiasmus wurde in Famagusta ein Verein gegründet, der den Namen „Anorthosis“ („Wiederherstellung“) trug – ein Wort, das bereits zu einem Wunsch und einer Leidenschaft, zu einem Traum und einer Vision aller Griechen geworden war. Sein Hauptziel war es, die Kinder der Stadt zu erziehen, daher übernahm der Verein die Rolle des Lehrers.

### Nationale Bedeutung in den 1930ern
Auf der ganzen Insel wehte ein Wind der Freiheit. Ihre Mitglieder nahmen an der Revolte von 1931 teil. Die Engländer waren verärgert, und am 11. Februar 1932 schloss Anorthosis auf Anordnung des Gouverneurs von Famagusta seine Pforten. Die Reaktionen waren heftig, und unter dem Druck der Direktoren und Mitglieder des Vereins wurde ihnen erlaubt, wieder zu arbeiten. Der Gouverneur des Erzbischofs und spätere Erzbischof Leontios überreichte Silberne Eheringe an alle, die ihre goldenen Eheringe für die Bedürfnisse der Nation gespendet hatten. Die Sammlung fand in ganz Zypern statt, und die Präsentationen wurden im Clubhaus von Anorthosis abgehalten. Diese Wahl zeigte, wie sehr Anorthosis für seine führende Rolle in nationalen Angelegenheiten anerkannt wurde.

### Rekonstruktion nach dem Zweiten Weltkrieg und erste Titel
Im zyprischen Fußball machte sich der Verein erstmals bemerkbar, als er in der Saison 1946/47 zum ersten Mal das Finale des zyprischen Fußballpokals erreichte. Nach Siegen über Lefkoşa Türk SK und EPA Larnaka unterlag man dem damals dominanten APOEL Nikosia deutlich mit 1:4. Zwei Jahre später wiederholte man den Einzug ins Endspiel und setzte sich diesmal mit 3:0 gegen APOEL durch. Der erste Titel der Vereinsgeschichte wurde so erlangt. 1950 folgte der erste Meistertitel des Vereins. Im gleichjährigen Pokalfinale gegen EPA Larnaka kam es jedoch zu einer Farce. Acht Minuten vor Spielschluss wurde beim Zwischenstand von 1:0 für Anorthosis ein Elfmeter für EPA gepfiffen. Nachdem dieser versenkt wurde, ordnete der Schiedsrichter eine Wiederholung an. Da der EPA-Schütze den Elfmeter diesmal verschoss, stürmten die Anhänger des Vereins den Platz. Das Spiel wurde abgebrochen und einige Wochen später wiederholt. Das Wiederholungsspiel endete mit 1:2 aus Sicht von Anorthosis, womit das Double doch noch verspielt wurde. Anschließend gab es für mehrere Jahre keine Titel, ehe Anorthosis 1957 zum zweiten Mal Meister wurde. Der dritte Meistertitel folgte gleich im Folgejahr, 1959 wurde zum zweiten Mal der Pokal gewonnen.
Im Jahr 1960 beschlossen die Einwohner von Famagusta, Anorthosis beim Wiederaufbau eines privaten Klubhauses zu unterstützen. Das Klubhaus, das nun in der Evagorou Avenue 95 wiederaufgebaut wurde, wurde zum Herz von Famagusta. Im selben Jahren konnte Anorthosis zum vierten Mal zyprischer Meister werden, zwei Jahre später folgte das erste Double aus dem fünften Meistertitel und dem dritten Pokalsieg. Es folgten noch ein Meistertitel im Folgejahr sowie drei weitere Pokalsiege in den Jahren 1964, 1971 und 1975.

### Durststrecke in den 1980ern
Nachdem der Norden Zyperns 1974 durch die Türkei besetzt wurde, verlegte Anorthosis seinen Vereinssitz nach Larnaka. Mit Ausnahme des Pokalsieges in der Saison 1974/75 blieb der Verein seither jedoch lange ohne Titel. Es gab lediglich einen zweiten Platz in der First Division 1982/83 vorzumerken, jedoch gab es in den 1980ern keine Titel für Anorthosis Famagusta.
Erst in den 1990ern gab es wieder Titel zu bejubeln. Nachdem man in den Saisons 1990/91, 1992/93 und 1993/94 nur den jeweils zweiten Platz in der Liga erreichen konnte, folgte in der Saison 1994/95 der siebte Meistertitel des Vereins. Damit war die Durststrecke nach 20 Jahren beendet, allein auf die Liga bezogen war es der erste Meistertitel nach 32 Jahren. Der Verein nahm damit erstmals an der Qualifikation zur UEFA Champions League teil. Jedoch verspielte er diese gegen die Glasgow Rangers.

### Der Weg auf die internationale Bühne
Von 1997 bis 2000 konnte Anorthosis vier Meistertitel am Stück gewinnen, dabei gelang 1998 zudem das Double mit dem ersten Pokalsieg nach 23 Jahren. In der Qualifikation zur Champions League scheiterte man jedoch regelmäßig. In der Saison 1997/98 stieg man in der zweiten Runde ein und siegte im Hinspiel gegen Lierse SK mit 2:0. Die Belgier drehten den Rückstand aber noch im Rückspiel und schmissen Anorthosis mit 0:3 raus. Der Verein durfte aber im UEFA-Pokal mitspielen und nahm damit erstmals am Hauptwettbewerb eines Europapokals teil. Bereits in der ersten Runde unterlag man jedoch dem Karlsruher SC nach einer 1:2-Auswärtsniederlage und einem 1:1 zuhause. 1998/99 verlor man in der Champions-League-Qualifikation beide Spiele gegen Olympiakos Piräus mit 1:2 und 2:4, der Verein unterlag daraufhin im UEFA-Pokal dem FC Zürich deutlich mit 0:4 und 2:3. Auch 1999/2000 konnte man sich nicht für die Gruppenphase qualifizieren. Zwar bestand man in der zweiten Runde gegen den ŠK Slovan Bratislava mit 2:1 und 1:1, doch es kam in dieser Spielzeit eine dritte Runde dazu. Diese ging wiederum gegen den Hertha BSC mit 0:2 und 0:0 verloren. In der ersten Runde des UEFA-Pokals unterlag man daraufhin Legia Warschau mit 0:2, nachdem man im Hinspiel mit 1:0 gewonnen hatte. In der Saison 2000/01 unterlag Anorthosis schon in Runde 2 dem RSC Anderlecht und spielte daher nicht einmal im UEFA-Pokal.
2002 und 2003 wurden jeweils der zyprische Pokal gewonnen. Der Verein spielte daher jeweils im UEFA-Pokal. 2002/03 konnte man erstmals die erste Hauptrunde überstehen, da man trotz 4:2-Hinspielniederlage mit einem 3:1-Heimerfolg gegen Iraklis Thessaloniki wegen der Auswärtstorregel bestehen konnte. In der zweiten Runde schied man jedoch gegen Boavista Porto aus. 2003/04 war man bereits in der Qualifikation gegen Željezničar Sarajevo unterlegen.
In der Saison 2004/05 erlangte der Verein seinen zwölften Meistertitel und spielte daher nach fünf Jahren erneut um die Qualifikation zur UEFA Champions League. Der Verein stieg hierbei schon in der ersten Runde ein, wo man auf Dinamo Minsk traf. Auf ein 1:1 im Hinspiel folgte ein 1:0-Heimsieg. In der zweiten Runde bekam man es mit Trabzonspor zu tun. Im Hinspiel siegte man zuhause mit 3:1, das Rückspiel verlor man nur mit 0:1. Anorthosis konnte damit zum ersten Mal zwei Qualifikationsrunden zu einem europäischen Wettbewerb für sich entscheiden. Die dritte und letzte Runde gegen die Glasgow Rangers ging jedoch verloren.
In der Saison 2006/07 gewann man zum zehnten Mal den zyprischen Pokal und wagte damit den nächsten Versuch, sich für den UEFA-Pokal zu qualifizieren. Anorthosis bezwang in der Qualifikation Vardar Skopje sowie CFR Cluj und stand damit in der ersten Hauptrunde. Als Gegner wurde mit Tottenham Hotspur ein sehr schwieriger Gegner zugelost, was sich auch im Endergebnis widerspiegelte. Tottenham gewann im Hinspiel mit 6:1, das Rückspiel endete mit 1:1 unentschieden.
In der Saison 2008/09 konnte Anorthosis unter dem georgischen Trainer Temur Kezbaia einmalig bis in die Gruppenphase der Champions League vorstoßen, nachdem man zuvor den 13. Meistertitel und den bislang einzigen Supercup-Titel gewann. Nachdem man zum Auftakt den armenischen Verein FC Pjunik Jerewan ausgeschaltet hatte, kam es in der zweiten Qualifikationsrunde zum Aufeinandertreffen mit dem österreichischen Meister SK Rapid Wien. Im Hinspiel am 30. Juli 2008 sorgten die Zyprer mit einem klaren 3:0-Sieg über Rapid für eine Überraschung. Trotz einer 1:3-Niederlage im Rückspiel eine Woche später in Wien setzte sich Anorthosis mit einem Gesamtergebnis von 4:3 durch und erreichte die nächste Runde. Das Hinspiel der dritten Qualifikationsrunde gegen Olympiakos Piräus konnte Anorthosis vor heimischer Kulisse erneut mit 3:0 für sich entscheiden. Das Rückspiel verlor der Verein 0:1 und erreichte mit einem Gesamtergebnis von 3:1 die Hauptrunde der Champions League, was den bis dahin größten Erfolg der Vereinsgeschichte darstellt. Dort wurde der Klub in die Gruppe B mit Inter Mailand, Werder Bremen und Panathinaikos Athen gelost. Das erste Spiel der Gruppenphase gegen Werder Bremen endete torlos, das zweite Spiel – die Heimpremiere von Anorthosis in der Champions League – wurde mit 3:1 gegen Panathinaikos gewonnen, gefolgt von einem 0:1 bei Inter Mailand. Eine Überraschung gelang Anorthosis am 4. Spieltag, als man zu Hause gegen Inter Mailand zweimal einen Rückstand aufholte und sogar zwischenzeitlich 3:2 führte. Das Spiel endete schließlich 3:3. Am fünften Spieltag besiegelte Anorthosis durch ein 2:2 das Ausscheiden von Werder Bremen aus der Champions League, führte in dieser Begegnung zwischenzeitlich 2:0. Am letzten Spieltag verlor der Verein in Athen, während Werder gewann. Somit war Anorthosis Famagusta als Gruppenvierter ausgeschieden.

### Gegenwart
Seit 2008 konnte Anorthosis Famagusta keinen Meistertitel mehr gewinnen, zählt aber weiterhin zu den bedeutendsten Vereinen im zyprischen Fußball. Der Verein nahm als Vizemeister der Saison 2009/10 an der Qualifikation zur UEFA Europa League 2010/11 teil. Er erreichte hierbei nach Siegen über FC Urartu Jerewan, HNK Šibenik und Cercle Brügge die Play-off-Runde. In dieser verlor man beide Spiele gegen ZSKA Moskau. Die Saison 2010/11 schloss man als Drittplatzierter ab und nahm daraufhin erneut an der Europa-League-Qualifikation teil. In der zweiten Runde konnte man noch den FC Gagra Tiflis bezwingen, jedoch unterlag man in der dritten überraschend Rabotnički Skopje.
Zur Saison 2011/12 wurden in der zyprischen Meisterschaft die Play-offs eingeführt, aber auch diese stellten Anorthosis vor keine großen Probleme. Beide schloss man auf den vierten Platz ab, durch den Pokalsieg des Drittplatzierten Omonia Nikosia reichte dieser für die Europa-League-Qualifikation. In der zweiten Runde erledigte man den FC Levadia Tallinn, scheiterte jedoch in der dritten überraschend am FC Dila Gori. In der Saison 2012/13 gelang der zweite Platz hinter APOEL Nikosia, womit der Verein erneut die 2. Qualifikationsrunde zur Europa League erreichte. Nach einem 3:0-Hinspielsieg gegen Gefle IF sah man bereits im Vorfeld wie der sichere Aufsteiger aus. Die Schweden überraschten jedoch und setzten Anorthosis mit einem 4:0 im Rückspiel doch noch das Aus.
Die Saison 2013/14 leitete einen kleinen Absturz des Vereins ein. Nach dem frühen Aus im Pokal gegen AEK Larnaka folgten vierzehn aufeinanderfolgende Ligaspiele ohne Sieg, darunter auch eine Reihe von neun Niederlagen. Ein 2:0-Sieg gegen Ermis Aradippou ließ die Hoffnung aufkeimen, wieder aus dem Schlupfloch zu kommen. Doch unmittelbar danach folgte eine historische 1:8-Niederlage bei APOEL Nikosia, eine der höchsten in der Vereins- und Ligageschichte. Anorthosis belegte sowohl in der Hauptrunde als auch im Meisterschafts-Play-off den sechsten Platz, was der schlechtesten Platzierung entspricht, die man im Meisterschafts-Play-off erreichen kann. Der Verein verpasste daraufhin das internationale Geschäft und kehrte auch für mehrere Jahre nicht mehr dorthin zurück. Er nahm dennoch regelmäßig am Meisterschafts-Play-off der zyprischen Liga, belegte dort aber nur den fünften oder sechsten Platz.
Erst in der Saison 2017/18 gelang mit einem Punkt Vorsprung auf AEK Larnaka der dritte Platz und das Erreichen der Europa-League-Qualifikation. In dieser unterlag man prompt dem KF Laçi trotz 2:1-Hinspielsieg mit 0:1 im Rückspiel und schied daher aufgrund der Auswärtstorregel aus. In der Saison 2018/19 belegte man Platz 7 und damit den niedrigsten Platz, den man im 21. Jahrhundert erreicht hat. Der siebte Platz berechtigte auch nicht mehr zur Teilnahme am Meisterschafts-Play-off, sondern am Play-down gegen den Abstieg. Am Ende war der Verein dennoch die am besten platzierte Mannschaft in diesem Play-down.
Die Saison 2019/20 wurde aufgrund der COVID-19-Pandemie vorzeitig abgebrochen und nicht mehr zu Ende gespielt. Zu diesem Zeitpunkt stand Anorthosis mit 46 Punkten gleich auf mit Omonia Nikosia. Da man jedoch das direkte Duell mit 0:1 verlor, war Anorthosis nur Vizemeister. Die Platzierungen wurden nicht anerkannt, dafür aber die Teilnahmen am Europapokal. In der zweiten Qualifikationsrunde zur UEFA Europa League 2020/21 gab es nur ein Spiel gegen den FC Basel, das Anorthosis mit 2:3 verlor.
In der Saison 2020/21 erlangte der Verein aus Famagusta seinen ersten Titel seit 13 Jahren. Dabei setzte man sich im Finale des zyprischen Pokals mit 2:1 gegen Olympiakos Nikosia durch und gewann diesen somit zum elften Mal. Der Verein unterlag im anschließenden Supercup Omonia Nikosia im Elfmeterschießen. Als Pokalsieger nahm der Verein an der dritten Qualifikationsrunde zur UEFA Europa League 2021/22 teil, verlor diese jedoch gegen den SK Rapid Wien. Anorthosis rutschte in die Play-off-Runde der neu gegründeten UEFA Europa Conference League und bezwang dort Hapoel Be’er Scheva. Somit spielte der Verein zum zweiten Mal in einer internationalen Gruppenphase. Er wurde zusammen mit KAA Gent, FK Partizan Belgrad und FC Flora Tallinn der Gruppe B zugelost. Der Klub startete denkbar schlecht hinein, als man die ersten beiden Spiele gegen Partizan Belgrad (zuhause) und Gent (auswärts) jeweils mit 0:2 verlor. Es folgte ein doppeltes 2:2 gegen Flora Tallinn, wobei man in beiden Spielen jeweils mit 2:0 in Führung ging, daraufhin besiegte man Gent zuhause mit 1:0. Im letzten Auswärtsspiel gegen Partizan Belgrad ging es um Platz 2, den man nur bei einem Sieg ergattert hätte. Es reichte allerdings nur zu einem 1:1, womit Anorthosis mit sechs Punkten als Drittplatzierter ausschied.
In der Saison 2022/23 belegte man die bisher schlechteste Platzierung überhaupt. Nach der Hauptrunde belegte Anorthosis Famagusta Platz 9, arbeitete sich im Play-down aber zumindest noch um zwei Plätze aufwärts.

## Erfolge
- Zyprische Meisterschaft (13): 1950, 1957, 1958, 1960, 1962, 1963, 1995, 1997, 1998, 1999, 2000, 2005, 2008
- Zyprischer Pokal (11): 1949, 1959, 1962, 1964, 1971, 1975, 1998, 2002, 2003, 2007, 2021
- Zyprischer Superpokal (7): 1962, 1964, 1995, 1998, 1999, 2000, 2007

## Bekannte Spieler

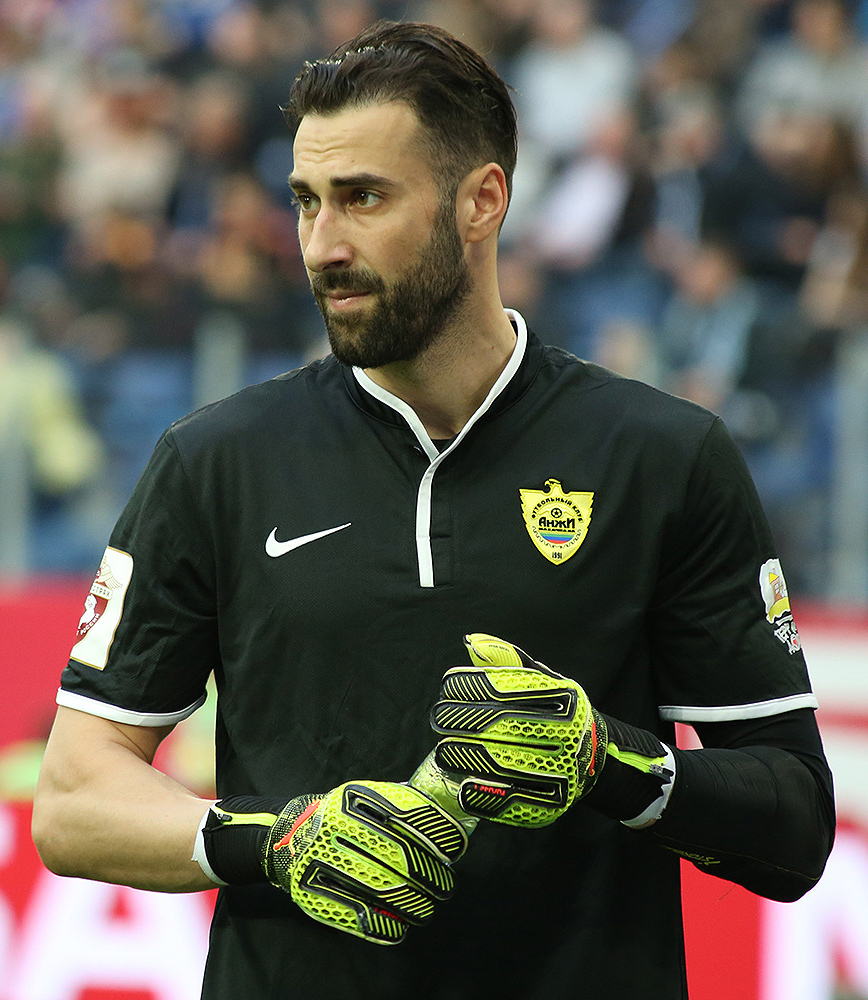
Giorgi Loria, seit 2019 bei Anorthosis

- Temur Kezbaia (1991–1994, 2002–2007)
- Yiannakis Okkas (1997–2000, 2009–2014)
- Lambros Lambrou (1998–1999)
- Zoran Milinković (1999–2002)
- Antoine Hey (2001–2003)
- Wojciech Kowalczyk (2001–2003)
- Mariusz Piekarski (2002–2003)
- Sławomir Majak (2003–2004)
- Constantinos Samaras (2003–2009)
- Marco Haber (2004–2006)
- Nikos Frousos (2004–2010)
- Nikos Katsavakis (2004–2010)
- Altin Haxhi (2005–2006)
- Leonidas Kampantais (2005)
- Mladen Rudonja (2005)
- Attila Tököli (2005)
- Zoltán Nagy (2005–2006, 2007–2010)
- Arjan Beqaj (2006–2010)
- Mário Jardel (2007)
- Łukasz Sosin (2007–2010)
- Vincent Laban (2007–2013)
- Hawar Mulla Mohammed (2008–2009)
- Giorgos Theodotou (2008–2009)
- Traianos Dellas (2008–2010)
- Predrag Ocokoljić (2008–2010)
- Jeffrey Leiwakabessy (2008–2011)
- Victor Agali (2009)
- Christian Alder (2009)
- Eugen Trică (2009)
- Delron Buckley (2009–2010)
- Cafú (2009–2011)
- Evangelos Mantzios (2010)
- Mark Fotheringham (2010–2011)
- Matúš Kozáčik (2010–2012)
- Jurgen Colin (2010–2013)
- Wojciech Kowalewski (2011)
- Dimitar Iwankow (2011–2012)
- Michalis Konstantinou (2011–2012)
- Igor Tomašić (2011–2012)
- Nemanja Vučićević (2011–2012)
- Jan Rezek (2011–2013)
- Branko Ilič (2012–2013)
- Emil Jula (2012–2013)
- Barak Itzhaki (2012–2013)
- Moshe Ohayon (2012–2014)
- Savo Pavićević (2013)
- Amit Ben-Shushan (2013–2014)
- Roberto Colautti (2013–2014)
- Chinedu Ede (2014–2015)
- Thomas Kaminski (2014–2015)
- Albert Serrán Polo (2014–2015)
- Guilherme Oliveira Santos (2016–2017)
- Filipe Oliveira (2017)
- Wladimir Gadschew (2017–2018)
- Miguel Palanca (2017–2018)
- Danijel Pranjić (2017–2019)
- Sekou Cissé (2017–2019)
- Gojko Kačar (2018–2019)
- Giorgi Loria (2019–)
- Berat Sadik (2019)
- Amr Warda (2021–)
- Kyle Lafferty (2021–2022)
- Lazaros Christodoulopoulos (2021–2023)
- Warasdat Harojan (2022–2023)
- Casimir Ninga (2022–2023)
- Erik Sabo (2022–2024)
- Abdul Majeed Waris (2022–2024)

## Bekannte Trainer
- 1963–1965:  Lukas Aurednik
- 1990–1992:  Anghel Iordănescu
- 1995:  Georgi Wassilew
- 2005–2009:  Temur Kezbaia
- 2009:  Ernst Middendorp
- 2013–2014:  Jorge Costa
- 2021–2022:  Xisco
- 2024:  Yiannakis Okkas
- seit 2024:  Mauro Camoranesi